# Jiří Soukup
Jiří Soukup (* 8. září 1953) je český lékař a bývalý politik, po sametové revoluci československý poslanec Sněmovny lidu Federálního shromáždění za Občanské fórum, později za Občanské hnutí.

## Biografie
Promoval v roce 1978. Od té doby pracoval se svou ženou, která je rovněž lékařka, jako pediatr na dětském oddělení nemocnice Jilemnice. V roce 1991 byl náměstkem ředitele OÚNZ v Semilech. Od roku 1992 oba působí ve zdravotním středisku v Harrachově, Rokytnici nad Jizerou a Kořenově jako praktičtí lékaři pro děti a dorost (od roku 2004 i pro dospělé).
Ve volbách roku 1990 zasedl do Sněmovny lidu (volební obvod Východočeský kraj) za OF. Po rozkladu Občanského fóra v roce 1991 přešel do poslaneckého klubu OH. Ve Federálním shromáždění setrval do voleb roku 1992.
K roku 2010 se uvádí jako člen rady Konta Bariéry.